# Anica Zidar
Anica Zidar (rojena Debeljak), slovenska pisateljica in učiteljica, * 29. avgust 1936, Martinja vas pri Mokronogu, † 6. februar 2018.

## Življenje
Od leta 1944 do 1955 je obiskovala klasično gimnazijo v Novem mestu, nato je eno leto delala na pošti kot tajnica. Nekaj let je bila zaposlena v Državnem zavarovalnem zavodu v Novem mestu, nato pa še pri Telekomunikacijah v Mokronogu. Leta 1963 je naredila diferencialni izpit za učiteljico razrednega pouka in do upokojitve učila na osnovni šoli v Mokronogu. 

## Delo
V gimnaziji je sodelovala pri šolskem glasilu Stezice. Velja za eno najbolj plodovitih pisateljic popularne kmečke povesti, ki se dogaja na Dolenjskem. V Kmečki knjižni zbirki je izdala šest povesti. Njihova naklada je bila za slovenske tržne razmere visoka, tako sta npr. Sence na mavrici in Pridi k tolmunu izšli v 5000 izvodih, Pomladne vode in Začutila sem tvojo ljubezen pa v 4000 izvodih. Zadnja povest Zapoj, bela golobica je izšla pri Literarnem klubu upokojencev. 
Kratko prozo je objavljala v periodiki: v Dolenjskem listu, Kmečkem glasu, Otroku in družini, Rodni grudi, Slovenskem koledarju, Samorastniški besedi ... zadnja leta pa predvsem v reviji Rast in v zborniku seniorjev V zavetju besede, ki ga izdaja revija Mentor. V samozaložbi je izdala zbirko pravljic Škratek Lapuhek in napisala tri radijske pravljice: Dober dan, rožnata dežela (1984), Drobtinica ima športni dan (1988) in Cesta milnatih mehurčkov (1998). Predvajala jih je oddaja Lahko noč, otroci prvega programa radia Slovenija. 
Sodelovala je pri sestavi berila za drugi razred osnovne šole Hiša, hiška, hiškica (1991) (COBISS) in pri sestavi neumetnostnih besedil ter učnih listov za slovenski jezik od prvega do tretjega razreda. 

### Značilnosti kmečke povesti Anice Zidar
Povesti družijo lirizacijo in psihologiziranje z naturalističnim oz. verističnim ubesedovanjem (vulgarizmi, preklinjanje). Značilna je zgodbena shematičnost. Glavna junakinja je močna ženska, ki je v svoji borbi za dediščino moralno problematična, njena dejanja niso vedno prepričljivo motivirana. V skoraj vseh povestih žensko zadene kap, kar je posledica preobremenitve. Moški imajo vsaj eno slabo lastnost in so le njeni spremljevalci, potrebni za nadaljevanje rodu. Pogosta je tudi zla oseba, ki nedolžni onemogoča, da bi prišla do cilja (največkrat gre za motiv trpeče žene ali pa za motiv Pepelke in zlobne mačehe). V ospredju so vedno ljubezenski motivi, zlasti erotična strast in prešuštvo, ki vplivajo na gospodarska razmerja. Pogosta sta še motiva alkoholizma in (vaškega) opravljanja. Folklorni motivi sugerirajo kmečko okolje. Pri tem je izpostavljena Dolenjska, avtoričina rodna pokrajina. Kmečka tematika je vedno povezana z motivi mestnega življenja. Vključeni so (avto)biografski elementi, mdr. motiv učiteljice in Mokri laz (Mokronog) kot dogajališče. Mokronožani se v povestih prepoznajo, dvakrat so ji celo grozili s tožbo. Dogajajo se po drugi svetovni vojni, konci so spravljivi.

### Skupne poteze objav v periodiki
Besedila, ki so dolga do 500 besed (npr. Roža z modrim cvetom, Ula, Da ne bi šla pomlad mimo, Vinograd), temeljijo na folkornih motivih. Gre za kratke izseke iz življenja kmečkega človeka, ubesedene kot spomin. Besedila, ki so dolga od 1500 do 5000 besed (npr. Boncar, Med sunki vetra, Razpoka v kristalni vazi), sledijo shemi povesti v knjižnih izdajah, le da je struktura manj zapletena. Izpostavljen je problem izseljevanja slovenskega kmeta v tujino. Tudi te pripovedi imajo precej folklornega ali celo pravljičnega.

## Knjižne izdaje
- Umirajoča kmetija (1975) (COBISS)
- Strasti v grapi (1977) (COBISS)
- Pomladne vode (1980) (COBISS)
- Začutila sem tvojo ljubezen (1981) (COBISS)
- Sence na mavrici (1982) (COBISS)
- Pridi k tolmunu (1989) (COBISS)
- Zapoj, bela golobica (1999) (COBISS)
- Škratek Lapuhek (2007) (COBISS)

## Objave v periodiki
- Odšla je z večerom (1975) (COBISS)
- Drobci neke preteklosti (1976) (COBISS)
- Iz močvirja zrastejo najlepše rože (1977) (COBISS)
- Med sunki vetra (1980) (COBISS)
- Pomladne vode (1980) (COBISS)
- Dediči: vaša zgodba (1985) (COBISS)
- Čas teče: vaša zgodba (1985) (COBISS)
- Šepetanje z mladostjo (1985) (COBISS)
- Pridi k tolmunu (1986) (COBISS)
- Brazde v srcu (1987) (COBISS)
- Ko raste daljava (1987) (COBISS)
- O deklici, ki je kupila čas (1989) (COBISS)
- Drobcena sreča (1989) (COBISS)
- Mrtva hiša (1989) (COBISS)
- Babičina učna ura (1990) (COBISS)
- Topla beseda (1991) (COBISS)
- Pred menoj se je odprla stezica (1991) (COBISS)
- Roža z modrim cvetom (1992) (COBISS)
- Boncar (1993) (COBISS)
- Prošnja drobnega klaska (1994) (COBISS)
- »Vzemite me domov …« (1994) (COBISS)
- Ula (1995) (COBISS)
- Da ne bi šla pomlad mimo (1995) (COBISS)
- Veter prinaša tih napev … (1995) (COBISS)
- Vinograd (1995) (COBISS)
- Jokaj in jokal boš sam (1995) (COBISS)
- Vsak kamen me veže, vsaka ped zemlje (1995) (COBISS)
- Stric Dolarček (1996) (COBISS)
- Kako luštno je živeti (1996) (COBISS)
- Vse v meni je hrastova skorja (1996) (COBISS)
- Šatulja gospe Lote (1997) (COBISS)
- Razpoka v kristalni vazi (1998) (COBISS)
- V četrtek spet pridem(1999) (COBISS)
- Kar kupi si gruntec (2000) (COBISS)
- Pogovor z dušami (2002) (COBISS)
- Babičine učne ure (2003) (COBISS)
- Lisica jo je vzela (2003) (COBISS)
- Ko narava ponori (2003) (COBISS)
- Postržek: vaša zgodba (2003) (COBISS)
- Rožnato življenje (2005) (COBISS)
- Najin tolmun (2006) (COBISS)
- Po skrivnih stezicah otroštva (2006) (COBISS)
- Meglena daljava (2006) (COBISS)
- Na šentjanževo (2007)(COBISS)
- Tretjič zaklenjeno (2007) (COBISS)
- Duše se vračajo (2007) (COBISS)
- Nekaj mi je prišlo na misel (2008) (COBISS)
- Bežite, tecite, cigani gredo … (2010) (COBISS)
- Jakob lovi sanje (2011) (COBISS)
- Tanka, mehka, čudovita vezenina (2011) (COBISS)
- Iz močvirja (2012) (COBISS)
- Bukev z rdečimi listi je pripovedovala (2014) (COBISS)
- Divja gartroža (2014) (COBISS)
- Črna šatulja (2014) (COBISS)